# Martin Gillo

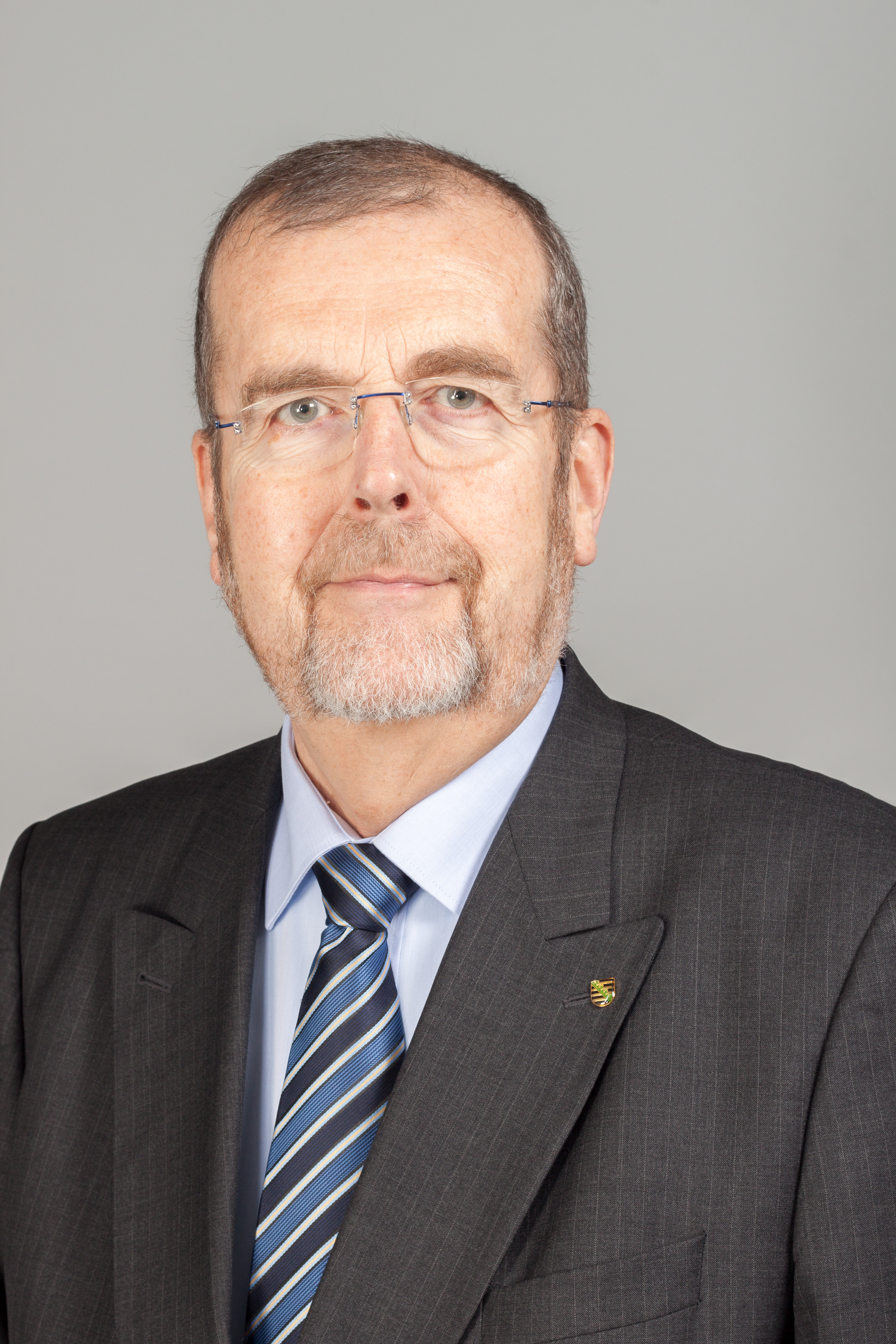
Martin Gillo 2013

Martin Waldemar Gillo (* 23. März 1945 in Leipzig) ist ein deutsch-US-amerikanischer Sozialpsychologe, Wirtschaftsmanager und Politiker (CDU). Er war von 2004 bis 2014 Mitglied des Sächsischen Landtags und von 2009 bis 2014 Sächsischer Ausländerbeauftragter. Von Mai 2002 bis November 2004 war er Sächsischer Staatsminister für Wirtschaft und Arbeit.

## Leben
Gillo wuchs ab 1946 in Delmenhorst auf, wo er 1965 am Gymnasium an der Willmsstraße das Abitur machte. Nach seinem Wehrdienst studierte er bis 1972 Psychologie an der Universität Hamburg und der University of Kansas, außerdem absolvierte er ein Fulbright-Studium der Sozialpsychologie. Gillo schloss diese 1970 als Master of Arts und 1973 als Doctor of Philosophy (PhD) ab.
Von 1972 bis 1974 war er Projektleiter für Organisationsforschung (Research Associate/Research Assistant Professor) an der University of Washington in Seattle. Von 1974 bis 1980 war er Managementberater bei Hay Associates/Hay Unternehmensberatung in Frankfurt am Main und San Francisco und anschließend bis 1996 bei AMD in Sunnyvale (Kalifornien), Genf und Dresden tätig. Von 1996 bis 2002 war er Personalchef von AMD Saxony Manufacturing GmbH in Dresden.
Am 16. April 2010 wurde Gillo zum Gastprofessor für Sozial- und Organisationspsychologie an der TU Bergakademie Freiberg bestellt.
Gillo ist verheiratet, hat drei Kinder und ist sowohl deutscher als auch US-amerikanischer Staatsbürger.

## Politik
Vom 2. Mai 2002 bis zum 11. November 2004 war Gillo Sächsischer Staatsminister für Wirtschaft und Arbeit im ersten Kabinett von Georg Milbradt (Kabinett Milbradt I). Seit 2003 ist Gillo Mitglied der CDU.
Bei der Landtagswahl im Jahr 2004 zog Martin Gillo über ein Direktmandat im Wahlkreis Freiberg 2 für die sächsische CDU in den Landtag ein, das er bei der Wahl 2009 verteidigte. Seit Februar 2006 war Gillo stellvertretender Vorsitzender des Ausschusses für Wissenschaft und Hochschule, Kultur und Medien. Zusätzlich war er Mitglied im Ausschuss für Geschäftsordnung und Immunitätsangelegenheiten und in der Enquetekommission „Demografische Entwicklung und ihre Auswirkungen auf die Lebensbereiche der Menschen im Freistaat Sachsen sowie ihre Folgen für die politischen Handlungsfelder“ des Sächsischen Landtags.
Am 19. November 2009 wurde Gillo von der sächsischen CDU-Fraktion als Ausländerbeauftragter nominiert und am 9. Dezember 2009 vom Landtag in dieses Amt gewählt. Bei der Landtagswahl am 31. August 2014 verzichtete Gillo auf eine erneute Kandidatur und schied folglich aus dem Landtag aus.
Martin Gillo engagierte sich nach seiner Zeit im Landtag in zivilgesellschaftlichen Vereinen in Dresden, unter anderem beim Ausländerrat Dresden e. V. und Atticus e. V.

## Werke
- Go Deutschland Go. Denkanstösse eines deutschen Amerikaners. Murmann-Verlag Hamburg 2005, ISBN 3-938017-31-7